# Tipula (Papuatipula) satirica
Tipula (Papuatipula) satirica is een tweevleugelige uit de familie langpootmuggen (Tipulidae). De soort komt voor in het Australaziatisch gebied.